# Ecliptopera pryeri
Ecliptopera pryeri (en japonés, ソトキナミシャク) es una especie de polilla de la familia Geometridae. La especie fue descrita por primera vez por Arthur Gardiner Butler en 1881 con distribución en Japón. El sintipo de la especie fue descrita en Yokohama.

## Descripción
Es una polilla mediana con una envergadura de 23 a 27 milímetros (0,9 a 1,1 plg). Es bastante similar a la Ecliptopera fastigata, aunque con la línea postmediana no tan pronunciadamente doblada. La línea transversal exterior del ala anterior está doblada en el medio, formando casi una U.

## Distribución
Se han confirmado registros en laa Isla Sado y las prefecturas Ishikawa, Aichi, Toyama, Chiba, Gifu y en el parque nacional Daisetsuzan.